# John Dau
John Dau, également connu sous le nom de Dhieu-Deng Leek, est un militant des droits humains du Soudan du Sud. Il est l'un des garçons perdus du Soudan qui figure dans le documentaire primé en 2006, God Grew Tired of Us. En 2007, il fonde la Fondation John Dau visant à transformer le système de santé au Soudan du Sud.

## Biographie

### Enfance et débuts
John Dau est né dans la tribu Dinka au Soudan en 1974. En 1987, son village, Duk Payuel dans le comté de Duk, Jonglei, est attaqué par les troupes gouvernementales pendant la deuxième guerre civile soudanaise. La violence disperse sa famille et John Dau voyage à pied pendant trois mois jusqu'à rejoindre des proches en Éthiopie.
John Dau déclare au club The 700 : « Il y avait tellement de problèmes dans notre environnement, comme la famine, la soif, la peur d'être tué par d'autres habitants ou les animaux sauvages ». La situation la plus difficile était le manque d'eau potable.

### Exil
John Dau reste dans un camp de réfugiés en Éthiopie pendant quatre ans, mais lorsque la guerre civile éclate dans la région, il est de nouveau contraint de fuir. En tant que l'un des milliers de « Garçons perdus du Soudan », John Dau erre sur des centaines de kilomètres et est confronté à la maladie, à la famine, aux attaques d'animaux et à la violence, jusqu'à son arrivée au Kenya. Alors qu'il vivait dans le camp de réfugiés de Kakuma, il fréquente l'école pour la première fois et passe l'examen du certificat d'études secondaires du Kenya en 2000. En 2001, il est l'un des 3 800 jeunes réfugiés soudanais réinstallés aux États-Unis et l'un des 140 jeunes amenés à Syracuse, New York.
Malgré le choc culturel initial - femmes conduisant des voitures, immenses magasins remplis de nourriture - John Dau réussit aux États-Unis et peut dire avec fierté qu'il vit le rêve américain. Il a pu amener sa mère et sa sœur du Soudan et, tout en travaillant 60 heures par semaine à trois emplois, il obtient un diplôme d'associé du Collège communautaire d'Onondaga. Il obtient un diplôme en études politiques à la Maxwell School of Citizenship and Public Affairs de l'Université de Syracuse en 2011.
Le déménagement de John Dau aux États-Unis et ses premières expériences dans le pays sont le sujet du film God Grew Tired of Us, qui remporte le Grand Prix du Jury et le Prix du Public au Festival du film de Sundance 2006. Le titre du documentaire est une citation de John Dau discutant du désespoir que lui et d'autres Soudanais ont ressenti pendant la guerre civile. Ses mémoires, également intitulés God Grew Tired of Us, ont été co-écrits avec Michael Sweeney et publiés en janvier 2007 par National Geographic Press.

### Distinctions
En plus d'une décennie aux États-Unis, John Dau a reçu plusieurs prix pour ses réalisations publiques et son travail caritatif. Il a reçu un National Geographic Emerging Explorers Award et a été nommé finaliste du Volvo for Life Award dans la catégorie Qualité de vie en 2008, qui a apporté une contribution de 25 000 $ à la Fondation John Dau Soudan.